# Стоикани (Галац)
Стоикани (рум. Stoicani) насеље је у Румунији у округу Галац у општини Фолтешти. Oпштина се налази на надморској висини од 19 m.

## Становништво
Према подацима из 2002. године у насељу је живело 1042 становника, од којих су сви румунске националности.